# Фейрмаунт (Колорадо)
Фейрмаунт (англ. Fairmount) — переписна місцевість (CDP) в США, в окрузі Джефферсон штату Колорадо. Населення — 9324 особи (2020).

## Географія
Фейрмаунт розташований за координатами 39°47′33″ пн. ш. 105°10′16″ зх. д. / 39.79250° пн. ш. 105.17111° зх. д. (39.792569, -105.171157).  За даними Бюро перепису населення США в 2010 році переписна місцевість мала площу 16,04 км², з яких 15,53 км² — суходіл та 0,52 км² — водойми.

## Демографія
Згідно з переписом 2010 року, у переписній місцевості мешкало 7559 осіб у 2895 домогосподарствах у складі 2244 родин. Густота населення становила 471 особа/км².  Було 2974 помешкання (185/км²).
Расовий склад населення:
| - 95,3 % — білих - 1,7 % — азіатів - 0,4 % — корінних американців - 0,2 % — чорних або афроамериканців - 0,1 % — вихідців з тихоокеанських островів - 1,0 % — осіб інших рас |

До двох чи більше рас належало 1,3 %. Частка іспаномовних становила 5,7 % від усіх жителів.
За віковим діапазоном населення розподілялося таким чином: 21,6 % — особи молодші 18 років, 65,7 % — особи у віці 18—64 років, 12,7 % — особи у віці 65 років та старші. Медіана віку мешканця становила 45,3 року. На 100 осіб жіночої статі у переписній місцевості припадало 104,1 чоловіків;  на 100 жінок у віці від 18 років та старших — 103,3 чоловіків також старших 18 років.
Середній дохід на одне домашнє господарство  становив 115 664 долари США (медіана — 96 222), а середній дохід на одну сім'ю — 133 753 долари (медіана — 113 910). Медіана доходів становила 70 212 долари для чоловіків та 57 353 долари для жінок. За межею бідності перебувало 6,0 % осіб, у тому числі 0,6 % дітей у віці до 18 років та 6,6 % осіб у віці 65 років та старших.
Цивільне працевлаштоване населення становило 4400 осіб. Основні галузі зайнятості: освіта, охорона здоров'я та соціальна допомога — 20,2 %, науковці, спеціалісти, менеджери — 16,3 %, роздрібна торгівля — 11,7 %, виробництво — 9,9 %.